# Gipo Farassino
Giuseppe « Gipo » Farassino, né le 11 mars 1934 à Turin (Italie) et mort le 11 décembre 2013 dans cette même ville, est un chanteur et homme politique italien.

## Biographie
En tant qu'auteur-compositeur, Farassino a produit plus de 30 albums et 50 singles. La plupart de ses chansons sont en langue piémontaise et s'inspirent  de la chanson française et des chansonniers. Il devient l'ami de Fabrizio De André et s'engage au Parti communiste italien (PCI).
Il quitte le PCI pour se rapprocher du nationalisme piémontais, rejoignant l'Union Piémontaise, fondée et dirigée par Roberto Gremmo, un autre ancien communiste, puis en 1987 fonde et dirige l' Union piémontaise s'impliquant dans la formation d'une fédération des partis régionalistes du nord de l'Italie, « Lega Nord », transformé en « Lega Nord Piemonte » devenant son secrétaire  national jusqu'en 1996. En 1992 aux élections générales, il est élu à la Chambre des députés et est élu au Parlement européen en 1994. Non réélu en 1999 il quitte brievement la politique jusqu'en 2004, quand il devient ministre régional pour le Piémont de 2004 à 2005. Il est également actif comme acteur.
Farassino meurt à Turin le 11 décembre 2013.